# Ulophysema
Ulophysema är ett släkte av kräftdjur som beskrevs av Brattström 1936. Ulophysema ingår i familjen Dendrogasteridae.
Släktet innehåller bara arten Ulophysema oeresundense. Ulophysema är enda släktet i familjen Dendrogasteridae.